# Richard Haddon

a Compétitions nationales et continentales officielles uniquement.

b Matchs officiels uniquement.
Dernière mise à jour le 12 août 2019.
Richard Haddon, né le 8 août 1990 à Auckland, est un joueur de rugby à XV néo-zélandais évoluant au poste de troisième ligne.

## Biographie
Champion du monde avec l'équipe de Nouvelle-Zélande des moins de 20 ans en 2010, où il dispute quatre des cinq matchs disputés par son équipe qui s'impose 62 à 17 en finale face à l'Australie, il commence sa carrière professionnelle au sein de l'équipe d'Auckland qui évolue dans le championnat ITM Cup en Nouvelle-Zélande durant la saison 2012-2013. 
En 2013, il quitte son pays d'origine pour rejoindre la France et le Tarbes Pyrénées Rugby en Pro D2. Il dispute 39 matchs avec le club tarbais. En 2015, il rejoint l'US Montauban et s'engage deux saisons. En avril 2019, il est contraint de mettre un terme à sa carrière à la suite de nombreuses commotions cérébrales.